# 17035 Velichko
17035 Velichko è un asteroide della fascia principale. Scoperto nel 1999, presenta un'orbita caratterizzata da un semiasse maggiore pari a 2,4434351 UA e da un'eccentricità di 0,1470591, inclinata di 6,24276° rispetto all'eclittica.